# Kawerau District
Der Kawerau District ist eine zur Region Bay of Plenty gehörende Verwaltungseinheit in Neuseeland. Der Rat des Districts, Kawerau District Council (Distriktrat) genannt, hat seinen Sitz in der Stadt Kawerau, ebenso wie die Verwaltung des Distrikts.

## Geographie

### Geographische Lage
Der Distrikt stellt mit lediglich 24 km² reiner Landfläche den mit Abstand kleinsten Distrikt in der Region Bay of Plenty dar. Mit 6363 im Jahr 2013 gezählten Einwohnern kommt der Distrikt auf eine Bevölkerungsdichte von 265,1 Einwohner pro km² und ist damit der Distrikt mit der höchsten Bevölkerungsdichte in der Region.
Der Kawerau District liegt im nordwestlichen Teil des Whakatāne District und ist von ihm gänzlich umschlossen. Der Distrikt befindet sich mit seinem Geothermalfeld in der nördlichen Fortsetzung der Taupō Volcanic Zone.

### Klima
Die Sommer im Distrikt sind sehr warm und die Winter recht mild. Die durchschnittlichen Sommertemperaturen liegen zwischen 25 °C und 28 °C, in den Wintermonaten wird es selten kälter als 11 °C. An rund 55 Tagen im Jahr hat Whakatāne die durchschnittlich höchsten Temperaturen Neuseelands. Die Sonnenscheindauer beträgt rund 2300 Stunden im Jahr und der jährliche Niederschlag beträgt rund 1200 mm.

## Geschichte
1953 wurde die Stadt Kawerau gegründet. In Wellington überlegte man die Stadt dem damaligen Whakatane County Council verwaltungstechnisch zuzuordnen. Doch der Widerstand in der Bevölkerung der neu gründeten Stadt führte schließlich dazu, dass am 31. März 1954 dem Whakatane County Council 1330 Acres Land entnommen und dem Borough of Kawerau zugeschlagen wurde, der dadurch gegründet werden konnte. Am 1. April 1989 wurde im Zuge der Verwaltungsreform aus dem Borough der Kawerau District Council geformt, behielt aber seine Distriktgrenzen.

## Bevölkerung

### Bevölkerungsentwicklung
Von den 6363 Einwohnern des Distrikts waren 2013 3477 Einwohner Māori-stämmig (54,6 %). Damit lebten 0,6 % der Māori-Bevölkerung des Landes im Kawerau District. Das durchschnittliche Einkommen in der Bevölkerung lag 2013 bei 18.800 NZ$ gegenüber 28.500 NZ$ im Landesdurchschnitt.

### Herkunft und Sprachen
Die Frage nach der Zugehörigkeit einer ethnischen Gruppe beantworteten in der Volkszählung 2013 51,8 % mit Europäer zu sein, 61,8 % gaben an, Māori-Wurzeln zu haben, 4,2 % kamen von den Inseln des pazifischen Raums und 2,4 % stammten aus Asien (Mehrfachnennungen waren möglich). 10,2 % der Bevölkerung gab an in Übersee geboren zu sein und 19,9 % der Bevölkerung sprachen Māori, unter den Māori 31,4 %.

## Politik

### Verwaltung
Der Kawerau District ist aufgrund seiner Größe nicht mehr in einzelne Wards unterteilt, so wie dies in anderen Distrikten der Fall ist. Sechs Councillors (Ratsmitgliedern) vertreten den Distrikt. Zusammen mit dem Mayor (Bürgermeister) bilden sie den District Council (Distriktsrat). Der Bürgermeister und die sechs Ratsmitglieder werden alle drei Jahre neu gewählt.

## Wirtschaft
Die wichtigsten Wirtschaftszweige des Distriktes sind die Holzverarbeitung und Energiegewinnung durch das Geothermalfeld.

## Infrastruktur

### Verkehr
Verkehrstechnisch angebunden ist der District durch den New Zealand State Highways 34, der im Westen und Nordosten von dem State Highway 30 abzweigt und Kawerau dadurch mit ihm verbindet. Östlich des Distriktes befindet sich der 821 m hohe Vulkan Mount Edgecumbe.